# Джо Райт
Джо Райт (англ. Joe Wright; нар. 25 серпня 1972) — англійський кінорежисер.

## Біографія
Джо Райт народився в Лондоні. Його батьки заснували ляльковий театр (англ. Little Angel Theatre) в районі Іслінгтон.
Райт з дитинства цікавився мистецтвом, найбільше малюванням. Оскільки Джо дислектик, тому не отримав атестат про шкільну освіту. Закінчив Центральний коледж мистецтва та дизайну імені Святого Мартіна. Після успішної роботи на телебаченні Джо почав знімати повнометражне кіно.

## Особисте життя
Після знайомства на зйомках «Гордості і упередження» Райт почав стосунки з акторкою Розамунд Пайк. Вони були заручені з 2007 по 2008 рік.
З 2010 до 2019 був одружений з англійською ситаристкою Анушкою Шанкар, дочкою Раві Шанкара та сестрою Нори Джонс. 22 лютого 2011 року в них народився син Зубін Шанкар Райт. Другий син народився у лютому 2015 року.

## Фільмографія

### Кінематограф
- 1997 —  Хлопок крокодила  (англ. Crocodile Snap)
- 1998 —  Кінець  (англ. The End)
- 2005 — Гордість і упередження (англ. Pride and Prejudice)
- 2007 — Спокута (англ. Atonement)
- 2009 — Соліст (англ. The Soloist)
- 2011 — Ханна. Ідеальна зброя (англ. Hanna)
- 2012 — Анна Кареніна (англ. Anna Karenina)
- 2015 — Пен: Подорож до Небувалії (англ. Pan)
- 2017 — Темні часи (англ. Darkest Hour)
- 2021 — Жінка у вікні (англ. Woman in the Window)
- 2021 — Сірано (англ. Cyrano)

### Телебачення
- 2000 —  Природний хлопчик  (англ. Nature Boy)
- 2001 —  Боб і Роуз  (англ. Bob & Rose)
- 2002 —  Тілесне ушкодження  (англ. Bodily Harm)
- 2003 —  Карл ІІ: Сила та пристрасть  (англ. Charles II: The Power and The Passion)

## Нагороди
Премія BAFTA:
- 2006 — Нагорода імені Карла Формана найперспективнішому новачку, за фільм Гордість і упередження.